# Casa de Brienne
La Casa de Brienne (en francés: Maison de Brienne) fue una noble familia francesa, originaria de Champaña, y cuyos miembros se distinguieron en Francia, Italia y el Oriente latino.

## Historia
La Casa de Brienne fue una gran familia feudal francesa cuyo fundador sería Engelberto, que vivió en el siglo x, durante el reinado de Luis IV de Francia. Eran vasallos de los condes de Champaña, su condado medieval estaba centrado en la ciudad de Brienne-le-Château.
La rama mayor se extinguió en 1356, en la persona de Gualterio VI de Brienne, condestable de Francia. El castillo y el Condado de Brienne pasaron por matrimonio a las casas de Enghien, Luxemburgo-Ligny, Loménie y Bauffremont desde 1851 hasta 1933, fecha en que el castillo fue vendido a un comerciante de bienes, un tal Londonschutz, quien revendió el castillo en ruinas en 1955 al Consejo departamental de Aube.

## Rama principal

### Condes de Brienne

Escudo de armas de la Casa de Brienne.

- Engelberto I de Brienne (c. 875-después de 968), primer conde de Brienne conocido. Según el cronista Flodoardo, en 951, con su hermano Gotberto, construyeron el castillo de Brienne desde el cual saquearon la región hasta que el rey Luis IV vino a asediarlo y destruirlo.
- Engelberto II de Brienne (c.940-c. 990), hijos del anterior.
- Engelberto III de Brienne (c. 960-después de 1008), hijo del anterior. Se casó por primera vez con Wandalmodis, hija de la condesa Adela de Salins. En segundas nupcias, tomó por esposa a Alix de Sens (y posiblemente de Joigny), hija del conde Renardo de Sens y viuda de Godofredo I de Joigny.
- Engelberto IV de Brienne (c.1000-c.1035),  posible hijo del anterior.
- Gualterio I de Brienne (c. 1020-c. 1089), hijo del anterior, se casó con Eustaquia de Tonnerre, hija de Milón III de Tonnerre.
- Erardo I de Brienne (c.1070-c.1125), hijo del anterior, se casó con Alix de Ramerupt, hija de Andrés de Ramerupt, señor de Ramerupt y de Arcis-sur-Aube.
- Gualterio II de Brienne (c.1095-entre 1156 y 1161), hijo del anterior, se casó con una hija de Juan de Nesle, conde de Soissons 8 y de Avelina de Pierrefonds. Mostró gran generosidad durante el establecimiento de los monjes de la abadía de Basse-Fontaine en Brienne-la-Vieille.
- Erardo II de Brienne (c.1130-c.1191), hijo del anterior, se casó con de Inés de Montfaucon, hija de Amadeo II de Montfaucon-Montbéliard.
- Gualterio III de Brienne (1166-1205), hijo del anterior, se casó con Elvira de Sicilia, hija de Tancredo de Lecce rey de Sicilia.
- Gualterio IV de Brienne (1205-1246), hijo de Gualterio III de Brienne, se casó en 1233 con María de Lusignan, hija de Hugo de Lusignan, rey de Chipre.
- Juan de Brienne (1235-1260), hijo de Gualterio IV y de María de Lusignan, se casó con María de Enghien, señora de Thieusis.
- Hugo de Brienne (c. 1240-1296), hermano del anterior, también fue conde de Lecce. Se casó con Isabel de la Roche, hija de Guido I de la Roche, duque de Atenas. En segundas nupcias, se casó con Helena Comnena Ducaina, hija de Juan I Ducas, gobernante de Tesalia y viuda de Guillermo I de la Roche, duque de Atenas.
- Gualterio V de Brienne (c. 1275-1311), hijo del anterior con Isabel de la Roche. Fue duque de Atenas y esposo de Juana de Châtillon, hija de Gaucher V de Châtillon.
- Gualterio VI de Brienne (1302-1356), hijo de Gualterio V y Juana de Châtillon. Se casó con Juana de Brienne, hija de Raúl I de Brienne, conde de Eu y Juana de Mello.
- Isabel de Brienne conocida como «La Bella Helena» (1306-1360), señora de Ramerupt, Nevele et Machault. Heredó el título de condesa de Brienne a la muerte sin descendientes de su hermano Gualterio VI. En 1321 se casó con Gualterio III, señor de Enghien de Tubize y de Lembeek.

## Ramas menores

### Juan de Brienne, rey de Jerusalén y emperador latino de Constantinopla

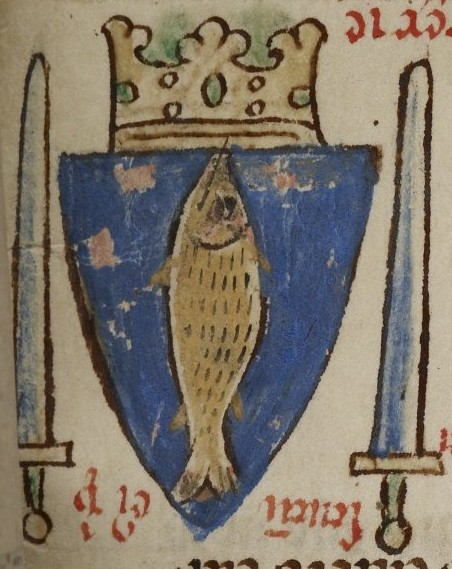
Escudo de armas de Juan de Brienne.

Juan de Brienne nació alrededor de 1170. Su padre fue Erardo II de Brienne y su madre Inés de Montfaucon-Montbéliard.
Con su hermano Gualterio III, Juan de Brienne participó en la cuarta cruzada en Tierra Santa, de 1202 a 1204. Regresó a Francia en 1205.
Regresó a San Juan de Acre en septiembre de 1210. A los 40 años, se casó con el 14 de septiembre de 1210 María de Montferrato, de 17 años, reina de Jerusalén. Este matrimonio fue organizado por el rey de Francia, Felipe II de Francia. Juan fue coronado rey de Jerusalén con su esposa el 3 de octubre de 1210 en Tiro. De este matrimonio nacieron:
- Isabel II (Yolanda) 17 (1211-1228), reina de Jerusalén, casada en 1225 con el emperador Federico II Hohenstaufen. Tuvieron un hijo, Conrado (1228-1254).

Viudo en el año 1212, se casó nuevamente en el año 1214 con Estefanía de Armenia (después de 1195-1220). Tuvieron un hijo:
- Juan (1216-1220).

Juan de Brienne hizo otro viaje a Francia en el año 1222. Viudo desde el año 1220, se casaría con Berenguela de León, hija del rey Alfonso IX de León. Cuatro hijos nacieron de este matrimonio:
- Alfonso de Brienne llamado de Acre, conde de Eu, (c. 1227-1270)

- Luis de Acre, (c. 1225-c. 1297/1301), se convirtió en vizconde de Beaumont-au-Maine, de Fresnay y Sainte-Suzanne, y fundó la rama de Brienne de Beaumont, vizcondes de Maine.

- Juan de Acre (1227-1296), mayordomo de Francia, se casó en 1251/1252 con María de Coucy, viuda del rey Alejandro II de Escocia, conocida como La Pacifica, e hija de Enguerrando III de Coucy.

- María de Brienne (1225-1275), esposa de Balduino II de Courtenay (1218-1273), emperador latino de Constantinopla y margrave de Namur.

La muerte de Roberto de Courtenay en enero de 1228, colocó en el trono de Constantinopla a un niño de once años, Balduino II de Courtenay. Los barones primero pensaron en confiar la regencia a Iván Asen II, zar de Bulgaria, pero cambiaron de opinión, temiendo el poder de este último. Luego propusieron la regencia a Juan de Brienne, quien lo aceptó en abril de 1229, con la condición de estar asociado con el trono. Tan pronto como llegó en 1231, Juan fue coronado emperador de Constantinopla, ciudad en la que murió el 27 de marzo de 1237.

### Rama de Eu

Escudo de armas de la Casa de Brienne-Eu.

La rama de Eu provenía de Juan de Brienne:
- Alfonso de Brienne, llamado de Acre (c. 1227-1270), esposo de María de Lusignan, hija de Raúl II de Lusignan, conde de Eu;
- Juan II de Brienne (1250-1294), hijo del anterior, se casó con Beatriz, hija de Guido II, conde de Saint Pol;
- Juan III de Brienne (fallecido en 1302), hijo del anterior, se casó con Juana de Guînes, hija de Balduino IV, conde de Guînes ;
- Raúl I de Brienne, conde de Eu y de Guînes (¿?-1345). Fue nombrado condestable de Francia por Felipe VI de Francia;
- Raúl II de Brienne (¿?-1350), hijo del anterior. Conde de Eu y de Guînes.

### Rama de Conflans

Escudo de armas de la Casa de Conflans.

- Huberto de Brienne de Conflans (1690-1777), hijo de Enrique Jacobo, marqués de Conflans y María de Bouchet. Mariscal de Francia, fue comandante en la batalla de los Cardenales;
- Luis de Conflans d'Armentières (1711-1774), mariscal de Francia;
- Carlos Luis Gabriel de Conflans de Armentières (1772-1849), mariscal de campo.

### Rama de Ramerupt

Escudo de armas de la Casa de Brienne-Ramerupt.

- Andrés de Brienne, señor de Ramerupt, caballero de la tercera cruzada, hijo de Gualterio II de Brienne, esposo de Adela de Trainel-Venisy;
- Erardo de Brienne-Ramerupt, hijo del caballero cruzado anterior, participante en la guerra de sucesión de Champaña en nombre de su esposa Felipa de Champaña;
- Enrique de Brienne-Ramerupt, señor de Ramerupt y de Venisy; murió en 1250 durante la séptima cruzada;
- Erardo II de Brienne-Ramerupt, hijo de Erardo de Brienne-Ramerupt;
- Juana de Brienne, hija de Erardo de Brienne, esposa de Mateo III de Montmorency.